# Tomislav Nikolić
Tomislav Nikolić (født 15. februar 1952 er en serbisk politiker, der var Serbiens præsident fra 2012 til 2017.
Nikolić er tidligere medlem af Srpska Radikalna Stranka (Det serbiske radikale parti), hvor han også tjente som udøvende leder og parlamentarisk leder i en periode efter at partiets leder, Vojislav Šešelj, blev stillet for retten for krigsforbrydelser. Som partileder arbejdede Nikolić for at partiet skulle blive mere optaget af økonomiske og sociale problemstillinger frem for militant nationalisme. Han holdt posten fra 23. februar 2003 til 6. september 2008, hvor han trak sig efter en uenighed med Šešelj om Serbiens forhold til EU. Nikolić dannede derefter partiet Srpska Napredna Stranka (Det serbiske fremskridtsparti) og fik en del partimedlemmer fra SRS med.
Han var også leder af det serbiske parlament mellem 8. og 13. maj 2007, noget som gjorde ham til den parlamentsleder med kortest tjenestetid.